# Microphaea griseata
Microphaea griseata är en fjärilsart som beskrevs av George Francis Hampson 1910. Microphaea griseata ingår i släktet Microphaea och familjen nattflyn. Inga underarter finns listade i Catalogue of Life.